# Neyestānak
Neyestānak (persiska: نیستانک) är en ort i Iran.   Den ligger i provinsen Esfahan, i den centrala delen av landet, 300 km söder om huvudstaden Teheran. Neyestānak ligger 1 875 meter över havet och antalet invånare är 216.
Terrängen runt Neyestānak är platt västerut, men österut är den kuperad.  Trakten runt Neyestānak är nära nog obefolkad, med mindre än två invånare per kvadratkilometer. Det finns inga andra samhällen i närheten. Trakten runt Neyestānak är ofruktbar med lite eller ingen växtlighet.